# Solresol
Solresol is een kunsttaal, die in 1817 door de Fransman Jean François Sudre werd vervaardigd. De taal genoot enige tijd een grote populariteit, die een hoogtepunt bereikte in 1902 met de publicatie van Boleslas Gajewski's Grammaire du Solrésol.
Solresol is een muziektaal, die gebaseerd is op het principe van solfège (de kunst van het ten opzichte van elkaar identificeren van muzikale tonen), en kan zowel worden gesproken en geschreven als gefloten, gezongen, gespeeld of anderszins uitgebeeld. De taal kent slechts zeven lettergrepen, die overeenkomen met de zeven noten van de diatonische toonladder: do, re, mi, fa, sol, la, si.
Evenals in filosofische talen zijn de woorden ingedeeld in semantische categorieën, die corresponderen met de eerste lettergreep c.q. noot. Zo hebben woorden die met sol beginnen betrekking op kunsten en wetenschappen; wanneer zij beginnen met solsol hebben zij betrekking op ziekte en medicijnen. Solresol zelf betekent "taal", solsolredo betekent "migraine".
Een bijzondere eigenschap van Solresol is dat de betekenis van een woord kan worden omgedraaid door de lettergrepen om te draaien. Zo betekent fala "goed" of "lekker", en lafa "slecht" of "vies".
|       |        |
| misol | solmi  |
| goed  | slecht |

|         |         |
| domisol | solmido |
| god     | duivel  |

Andere eigenschappen zijn dat de taal heel eenvoudig te leren en uit te spreken is door analfabeten, en over een eenvoudig maar effectief systeem beschikt dat het mogelijk maakt de functie van een woord binnen een zin te bepalen.
Ondanks aanvankelijk succes moest Solresol het uiteindelijk afleggen tegen succesvollere talen als het Esperanto. Desondanks is er nog steeds een kleine schare van trouwe aanhangers, die dankzij het internet beter in de gelegenheid zijn met elkaar te communiceren dan voorheen.
Een recenter voorbeeld van een op muzikale tonen gebaseerde kunsttaal is het Eaiea, dat werd vervaardigd door Bruce Koester en gebruikmaakt van alle twaalf tonen van de westerse chromatische toonladder.
In Steven Spielbergs film Close Encounters of the Third Kind werd Solresol gebruikt door de aliens om contact te leggen met de mensheid.